# 肯笙妮雅·蘇恩諾娃
肯笙妮雅·弗拉基米罗芙娜·蘇恩諾娃（俄语：Ксения Владимировна Сухинова，羅馬化：Kseniya Vladimirovna Sukhinova，1987年8月26日—）是俄羅斯前選美冠軍是2007年度俄羅斯小姐以及2008年度世界小姐冠軍得主。

## 個人介紹
肯笙妮雅·蘇恩諾娃出生於俄羅斯蘇維埃聯邦社會主義共和國的下瓦爾托夫斯克。現時她居住於西伯利亞的秋明。
蘇恩諾娃身高5尺10吋（約1.78米）、眼睛是藍色的，她擁有一把金髮。

## 2007年度俄羅斯小姐
蘇恩諾娃代表秋明參加2007年12月14日於莫斯科舉行的2007年度俄羅斯小姐競選，擊敗了其餘49名選手，成功奪魁，但由於她要處理學業問題，所以她沒有代表俄羅斯參加2008年度環球小姐競選，代表她出賽的人是2007年度俄羅斯小姐季軍薇拉·克拉索娃。克拉索娃於2008年度環球小姐競選以泳裝環節取得8.414分（第七名）晉身前十名，並在晚禮服環節以8.471分(第五名)晉身前五名，在前五名被來自委內瑞拉的達亞娜·門多薩擊敗，未能代表俄羅斯奪魁。

## 2008年度世界小姐

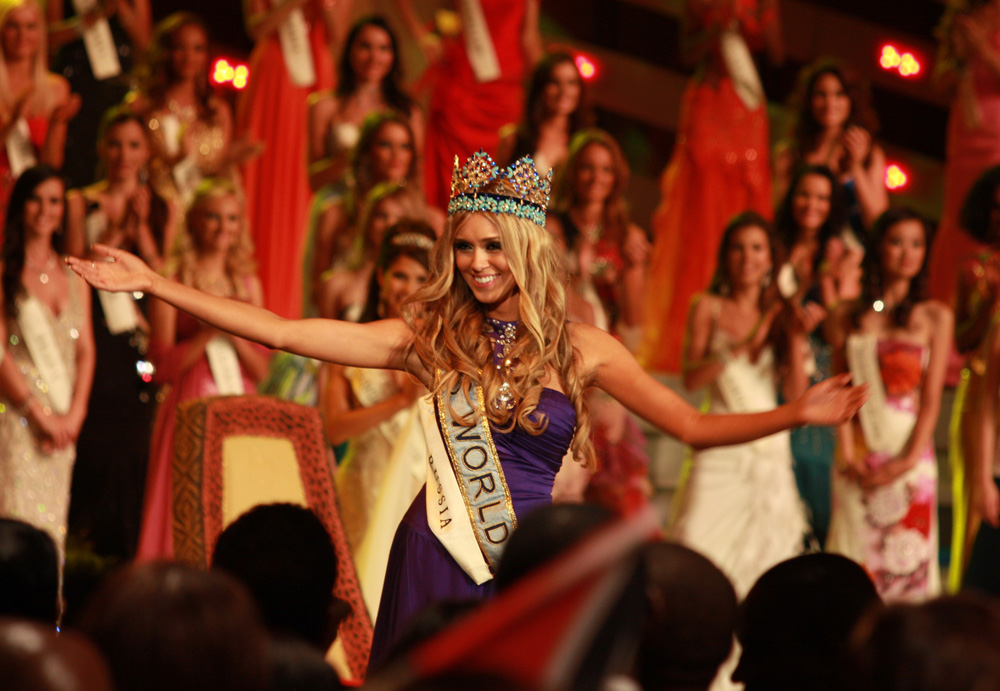
蘇恩諾娃正在繞場一週

蘇恩諾娃首先在選拔比賽中的沙灘比賽中成為第三名（世界小姐在賽前設有沙灘比賽、模特兒比賽、才藝比賽、體育競技比賽、和美麗心智比賽，每一個選拔比賽都會選出一名冠軍，自動進入世界小姐準決賽），而第一名是墨西哥小姐，第二名是南非小姐，再之後參加模特兒比賽奪得冠軍，自動晉身前15名。
在第58屆世界小姐中，蘇恩諾娃和其餘108位參賽者角逐2008年度世界小姐殊榮。特立尼達和多巴哥小姐奪得了第三名，印度小姐奪得了第二名，而蘇恩諾娃就成功擊敗其餘108位選手，成功代表俄羅斯坐上了2008年度世界小姐寶座。

## 曾獲獎項
- 2007年度俄羅斯小姐
- 2008年度世界小姐
- 2008年度世界小姐沙灘比賽第三名
- 2008年度世界小姐模特兒比賽第一名